# ヘキサメチルジシラン
ヘキサメチルジシラン(Hexamethyldisilane)は、有機ケイ素化合物であり、一般的な有機溶媒に可溶な無色の液体である。ただし、融点は14℃と比較的高い。ジシランの水素をすべてメチル基で置換した化合物にあたる。
ヘキサメチルジシランの構造は、2つのトリメチルシリル基がケイ素—ケイ素結合で直接つながったものと捉えることもできる。このケイ素—ケイ素結合は、強い求核剤や求電子剤の作用によって開裂する。アルキルリチウムとの反応ではアルキルトリメチルシランとトリメチルシリルリチウムが生成する。
Me6Si2  +  RLi  →   RSiMe3  +  Me3SiLi
また、ヨウ素との反応では、ヨードトリメチルシランを与える。
Me6Si2  +  I2  →   2 Me3SiI
消防法に定める第4類危険物 第1石油類に該当する。